# Xã La Monte, Quận Pettis, Missouri
Xã La Monte (tiếng Anh: La Monte Township) là một xã thuộc quận Pettis, tiểu bang Missouri, Hoa Kỳ. Năm 2010, dân số của xã này là 1.603 người.